# Klonownica (Augustów)
Klonownica – część miasta Augustów w województwie podlaskim.
Klonownica położona jest w północnej części Augustowa przy granicy administracyjnej miasta na przesmyku między jeziorami Necko, Rospuda Augustowska i Białe Augustowskie przy rzeczce Klonownica (Cicha Rzeczka). Przez Klonownicę przebiegają droga krajowa nr 8 (ul. Klonownica) i linia kolejowa nr 40 (fragment dawnej Kolei zaniemeńskiej) z przystankiem kolejowym Augustów Port oraz most drogowy i kolejowy.
Nazwę Klonownica nosi też obszar na północ od rzeczki leżący już w gminie Nowinka, na którym znajduje się ośrodek wczasowy „Klonownica” oraz Leśnictwo Klonownica Nadleśnictwa Szczebra.
W obrębie Klonownicy położone są dwa zabytkowe, modernistyczne hotele z lat 30. XX w.: Oficerski Yacht Club, projektu Juliusza Nagórskiego, oraz Dom Turysty (obecnie Zajazd Hetman), projektu Macieja Nowickiego.
Nazwa Klonownica może wywodzić się od jaćwieskiego słowa klen oznaczającego ukośny, krzywy, nie zaś od słowa klon. Wzniesienie nad Neckiem z Domem Turysty nazywane jest Białą Górą, półwysep z Oficerskim Yacht Clubem – Pień, zaś położona obok zatoka Jeziora Białego – Orzechówka.